# 載濤
郡王銜貝勒載濤（1887年6月23日—1970年9月2日），愛新覺羅氏，字叔源，號野雲，人稱濤貝勒，滿洲正红旗人，道光帝孫，醇親王奕譞第七子，過繼為鍾郡王奕詥嗣子，光緒帝同父異母弟，溥儀叔父。

## 生平
光緒十六年，載濤封二等鎮國將軍。光緒三十四年，與鐵良等任總司稽察。宣統元年，管理軍諮處事務。宣統二年赴日、美、英、法、德、意、奧、俄八國考察陸軍，同年五月派任赴英國專使大臣。宣統三年，任軍諮府大臣并掌管禁卫军，後任蒙古鑲黃旗都統。1912年1月，與載洵等組織宗社黨，同年3月解散。1917年，張勛復辟，任禁衛軍司令。1931年，國民政府聘為國難會議會員。1949年後，歷任全國人大代表、全國政協委員。
載濤曾留学法国陆军骑兵学校，专修骑兵作战科目。一生爱马，1949年后曾任中国人民解放军炮兵司令部马政局顾问。朝鲜战争时到內蒙古为中国人民志愿军选马。
載濤為京劇票友，武工紮實，即能長靠又能短打，更擅猴戲，與楊小樓均為張淇林親授；李萬春曾向載濤學戲三年。
1970年9月2日，因病在北京辞世，享年83岁。逝世后，在周恩来总理安排下，其骨灰被安葬在八宝山革命公墓。

## 家人
- 第一夫人 姜婉貞（1885年－1949年），文淵閣大學士崇禮女。
  - 第一女，名號不詳，夭折。
  - 第一子（1905年－1905年），名號不詳，夭折。
  - 第二女 韞慧（1906年－1969年），漢名金允誠。嫁蒙古王爺达理扎雅。
  - 第二子 溥佳（1908年－1979年），曾在皇宮陪溥儀讀英文，中華人民共和國成立後曾在內蒙古自治區政協工作，子金毓崟[4]:74。
  - 第三子 溥侒（1911年－1944年），畢業於輔仁大學經濟系，曾任西陵守衛隊隊長、華北綏靖總署兵器科長，卒於腦出血，享年33歲。子金靖宇[5]，另生有三女[6]。
  - 第四子 溥伸（1915年－1928年），1922年因父親編修玉牒之功獲宣統帝賞賜頭品頂戴，1928年病卒，得年14歲。[5]
- 第二夫人 周夢雲，又名周妙雲，曾為載濤府的一個丫鬟。中華人民共和國成立後和載濤離婚。
  - 第五子 溥僖（1924年－1983年），漢名金岱賓。就讀於北平大陸汽車學校，曾任北京市運輸公司汽車司機[7]，1983年病卒。妻鄂靜嫄。[5]
- 第三夫人 金孝蘭（1906年－1967年），同為載濤府丫鬟。
  - 第六子 溥仕（1940年－），漢名金從政。毕业于北京师范专科学校[4]:74，曾任北京市第八十五中學、北京市第二中學分校語文教師。[5]
- 第四夫人 王乃文，曾是藝人。

## 图集

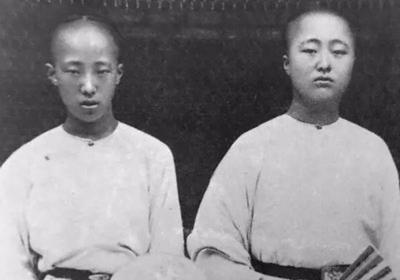
载涛和哥哥载洵
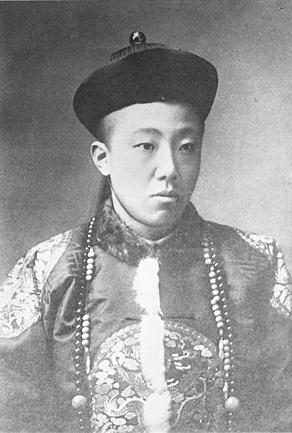
载涛朝服像
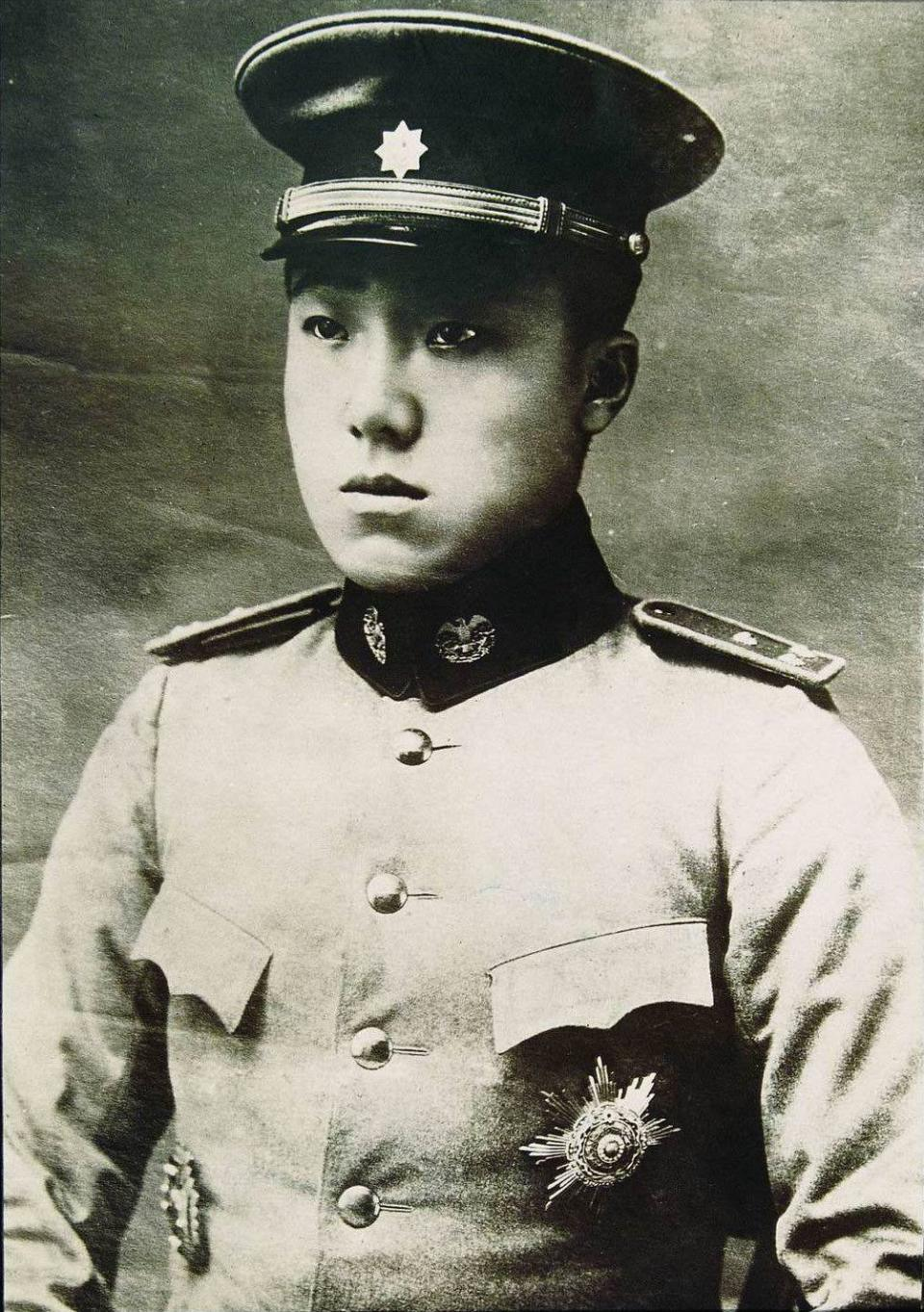
载涛新式军服像
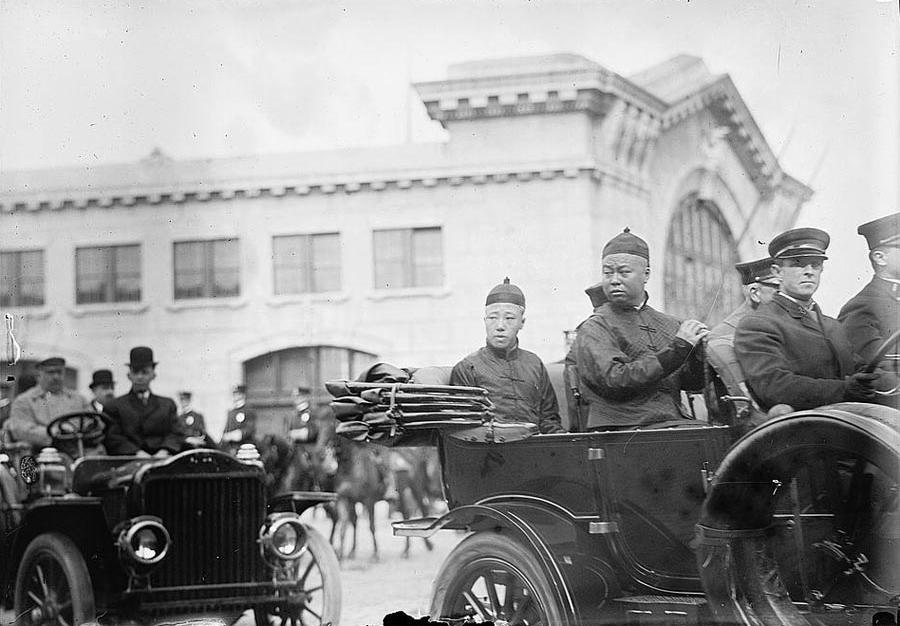
载涛出访美国，1910年
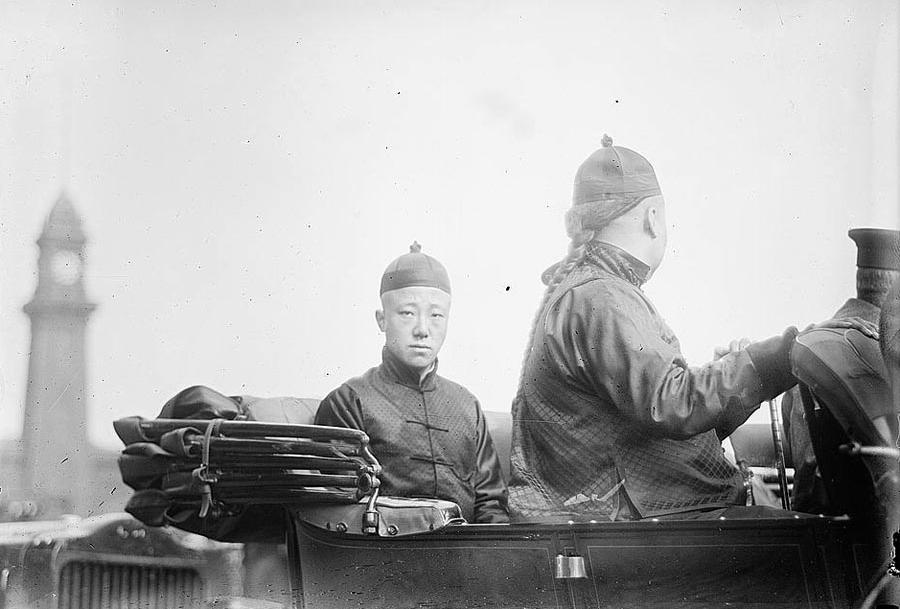
载涛出访美国，1910年
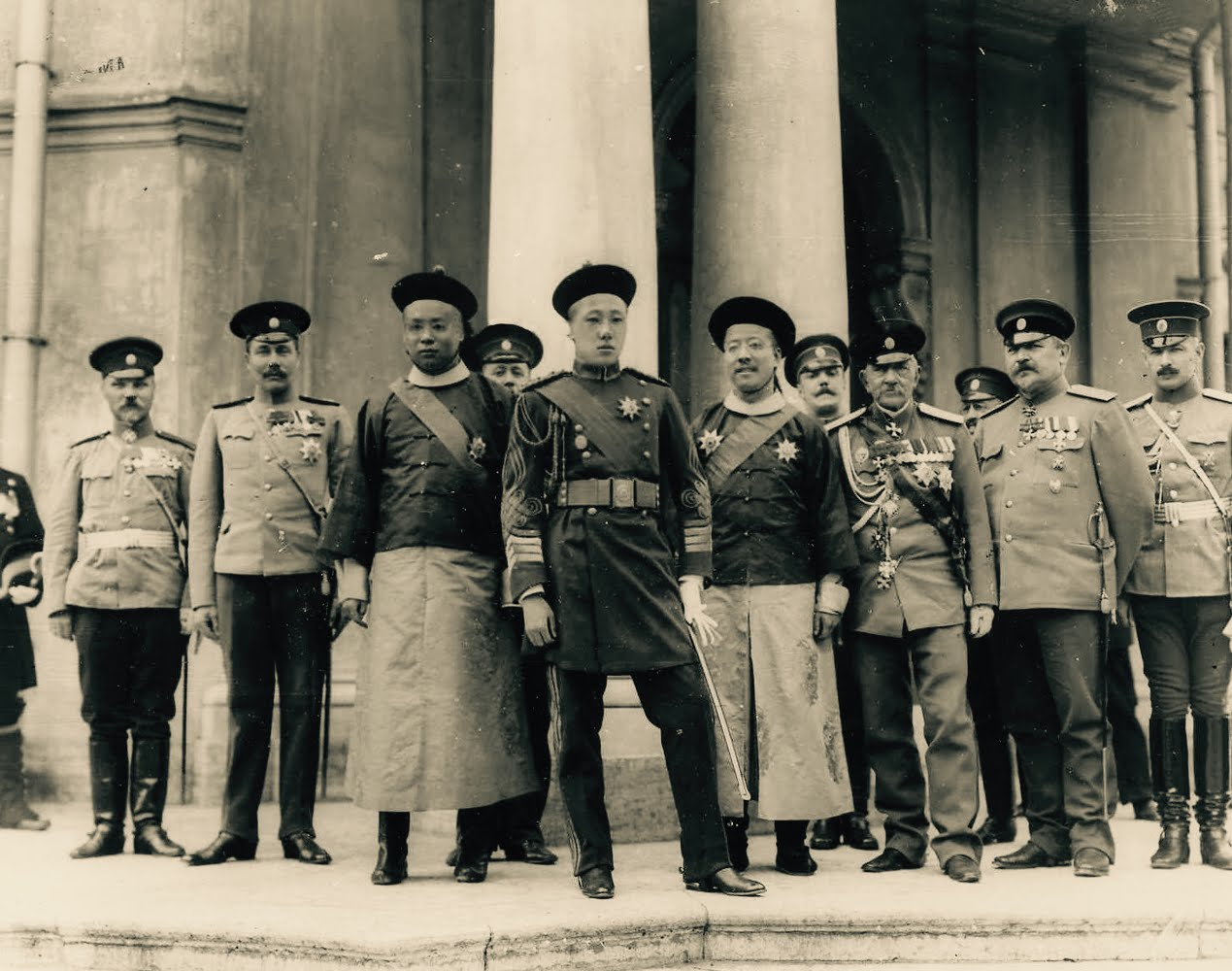
载涛在俄罗斯帝国
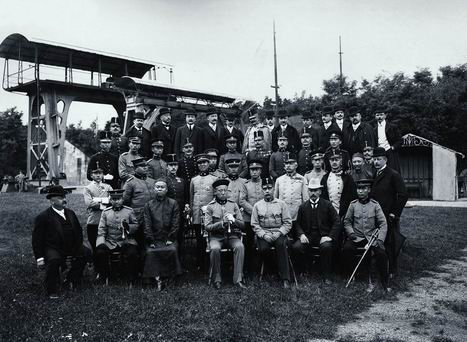
1910年，大清禁卫军首领访问奥匈帝国。前排左二是哈汉章，左三是李经迈，左四是载涛，右一是良弼；二排左四是田献章，左六是程经邦；三排左三是唐宝潮，左六是刘恩源
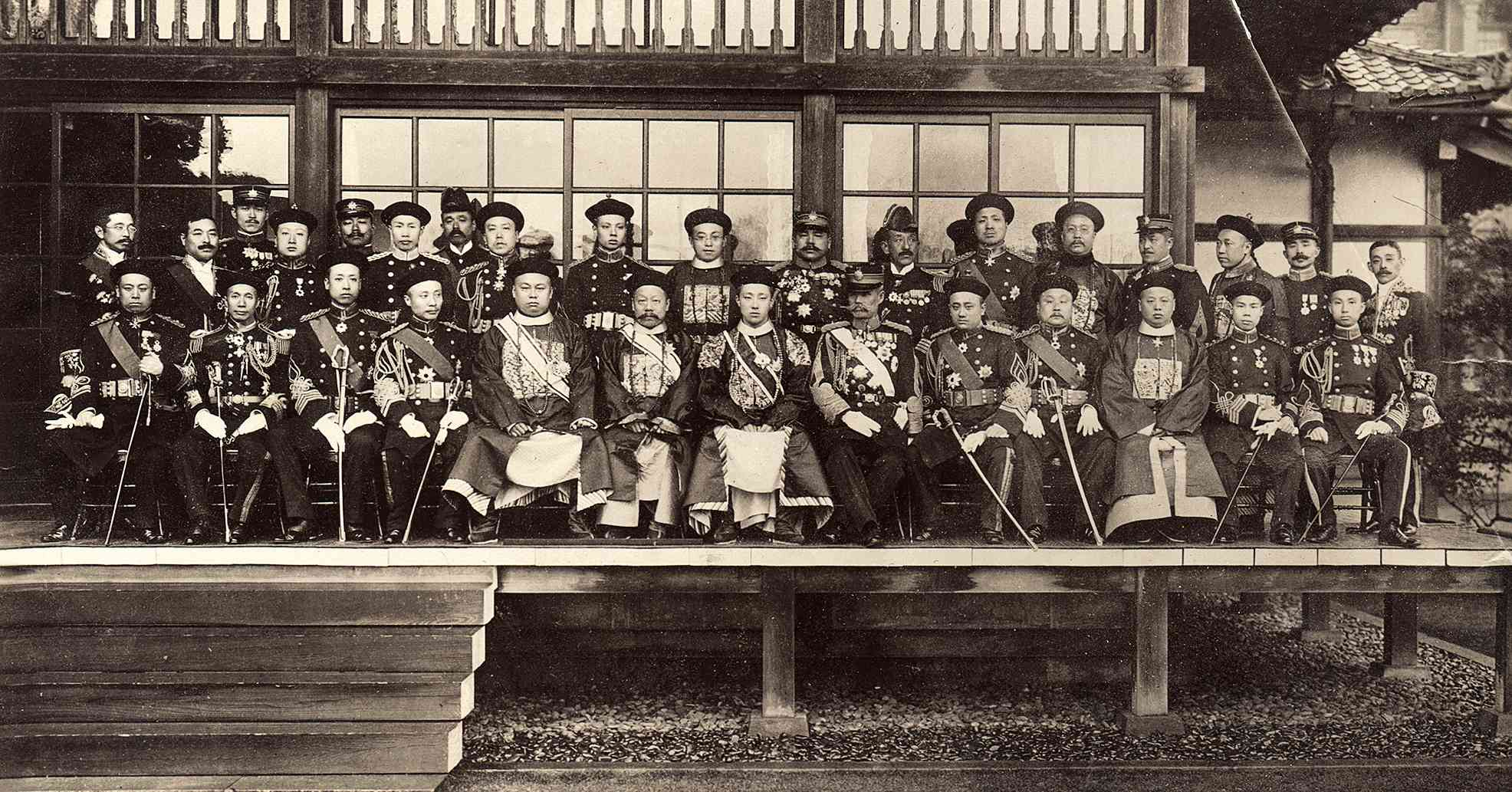
载涛考察团在日期间合影

## 影視形象
- 电视剧《末代皇帝傳奇》，由楊竣茗飾演
- 电视剧《十三格格新传》，剧中名为七贝勒，2011年出品

## 相关
《最后的王爷》，中国大陆2008年出品的38集清代古装剧。2006年开拍，北京卫视于2008年首播。剧中虚构人物生活轨迹和載濤相似。